# Maison du blé et du pain
 (février 2021).
La Maison du Blé et du Pain, est un musée vivant situé dans la ville vaudoise d'Echallens, en Suisse.

## Histoire

### Les origines[1]
Si la fête du blé et du pain de 1978 à Echallens a laissé un lumineux souvenir tant aux participants qu'aux spectateurs, elle était elle-même l'aboutissement d'un long processus de sauvegarde des vieux fours à pains et de la tradition du pain cuit au four à bois. Elle fut aussi à l'origine d'un renouveau dans la manière de percevoir le pain, cette nourriture ancestrale si importante autrefois et du respect qu'on lui doit.
Un premier projet de Musée romand du Blé et du Pain fut initié dès 1980, les communes de Montreux puis de Monthey offrirent même gratuitement, l'une la Maison Joffrey,  l'autre la ferme Vannay, pour y héberger ce musée. Ce projet n'aboutit finalement pas par manque de soutien.
Puis, durant l'année 1981, un nouveau projet pris forme à Echallens, soutenu par son syndic. Le comité de la fête du blé et du pain de 1978 offrit alors le bénéfice de la Fête pour l'achat de la ferme Panchaud (datant de 1790), sur la place de l’Hôtel de Ville. L'association cantonale et la Maison du costume vaudois se joignirent enfin au projet dont l'assemblée constitutive  eut lieu le 27 avril 1982 : la Maison du Blé et du Pain et l'Association destinée à la promouvoir était née.
Mais tout restait à faire et à la suite d'une intense communication de L'Association pour la Maison du Blé et du Pain dans la presse romande, la Radio et la Télévision, les objets commencèrent à arriver des 4 coins du canton et de bien plus loin...
Après d’importants travaux de rénovation du bâtiment et de muséographie, la Maison du Blé et du Pain fut ouverte en mai 1988, et inaugurée officiellement le 16 avril 1989. Ce jour-là les délégations paysannes des 26 cantons livrèrent symboliquement leur grain à la Maison du Blé et du Pain.

### La Maison du Blé et du Pain
Concept unique en Suisse, la Maison du Blé et du Pain allie un restaurant, une boulangerie de démonstration et un musée. Sur les quatre étages de l’ancienne ferme Panchaud, le Musée suisse du Blé et du Pain retrace l’histoire de l’agriculture, de la meunerie et de la boulangerie au travers de milliers d’objets anciens, de deux films et d’une visite moderne guidée par smartphone. Les enfants sont à l’honneur dans ce musée adapté à tous les âges, grâce à «Ti’Grain», un personnage rigolo qui accompagne les plus petits le long d’un parcours didactique d’une vingtaine d’étapes dans le musée. Chaque année, une à deux expositions temporaires mettent en lumière un sujet spécifique.
À l’entrée, une boulangerie réputée loin à la ronde sert les spécialités de la région. Son fournil ouvert, avec vue sur le travail des boulangers, fait déjà partie de la visite du Musée suisse du Blé et du Pain.

## Collections
Musée vivant, la Maison du Blé et du Pain présente de manière interactive  et  didactique  tout  ce  qui  touche  au  blé  et  à  sa transformation en pain : les outils d'hier et d'aujourd'hui comme des faux, des moissonneuses, des vans ou des tribulums. Grâce à des projections, des moulins et des  fours  à  pain  reconstitués,  il  propose  une  véritable immersion. Ouvert aux écoles, il propose aussi aux visiteurs de confectionner leur propre tresse, à savourer sur place!
Au cœur du musée, un diaporama retrace le captivant chemin du grain au pain, par des images de toutes époques et un texte d’Emile Gardaz.  De  l’engrain  des  anciens  Sumériens  aux sélections  céréalières  d’aujourd’hui,  des  premières  houes  aux charrues  tractées  et  mécanisées,  de  la  faucille  aux moissonneuses-batteuses, vous saurez tout sur l’histoire du blé et du pain.
Dans  le  secteur  meunerie,  vous  pouvez  actionner l’antique pierre  à  moudre  et  assister  à  des démonstrations  de  mouture.
Diverses  maquettes  animées  et  des  schémas  lumineux  vous dévoilent tous les secrets de la meunerie, de la meule de pierre primitive,  en  passant  par  les  moulins  hydrauliques  d’antan, jusqu’à la minoterie moderne.
Depuis 1988, la Maison du Blé et du Pain à Echallens est aussi la Maison du costume vaudois.
Au gré d'une exposition de tous les costumes du canton, le visiteur peut y trouver les détails, les particularités et l'histoire de cet habit traditionnel encore porté notamment par quelque huit cents membres de l'association. Une tenue qui fut également le costume officiel de la fête du blé et du pain de 1978, à l'origine du musée vivant d'Echallens, et qui justifie le choix des responsables de l'association qui ont trouvé là leur Maison vaudoise, comme le souhaitaient leurs pionniers.

## Sources
- Fonds : Maison du Blé et du Pain (1980-1987) [6 classeurs, 0,35 mètre linéaire].  Cote : CH-000053-1 PP 651. Archives cantonales vaudoises (présentation en ligne).